# 王良 (永樂進士)
王良，福建福州府侯官县人，明朝政治人物、進士出身。

## 生平
永樂三年，福建乙酉乡试中舉。永樂十三年，登乙未科會試中進士。